# جاري ستاركويزر
جاري ستاركويزر (بالإنجليزية: Gary Starkweather)‏ (ولد تقريباً في 1938) هو مهندس ومخترع أمريكي، اكتسب شهرته من اختراعه لطابعة الليزر وإدارة الألوان.

## وصلات خارجية
- السيرة الذاتية بجامعة واشنطون